# 魏富海
魏富海（1930年2月6日—2017年10月22日），辽宁金县人，中华人民共和国政治人物。

## 生平
历任大连化工厂处长、第一副厂长、代厂长，中共旅大市革委会副主任，中共旅大市委书记，大连市委书记、副书记、市环保委员会主任。大连市人民政府副市长、市长。
1968年8月至1978年6月，任旅大市革命委员会副主任（市八届人大认定为市七届人大选举产生）。1978年6月，在旅大市第八届人民代表大会第一次会议上再次当选为市革委会副主任。
1980年8月至1983年4月，任旅大市人民政府（1981年3月改为大连市人民政府）副市长。
1983年4月，在大连市第九届人民代表大会第一次会议上当选为市长（至1987年10月）。1986年，任大连市环境保护委员会主任。
1988年2月至1992年8月（大连市第十届人民代表大会第一次会议选举），任大连人民政府市长。
离任后历任中信国际信托公司副总经理、副董事长；大连模具工业园顾问；中国企业联合会副会 等职。后担任中国国际信托投资公司副总经理。因病于2017年10月22日在大连逝世，享年88岁。

## 政绩
魏富海任市长期间，大连市场上缺副食，鸡蛋很少，魏市长设法从山东调鸡蛋，每个市民四个，因而大连老百姓就给他起了个外号叫“魏四蛋”。大连香炉礁立交桥是魏富海任市长期间建的，曾轰动一时。

## 荣誉

### 外国勋章奖章
- 旭日中绶章（日本，2010年11月3日公布[2]）